# 가루다 인도네시아 항공 865편 이륙 사고

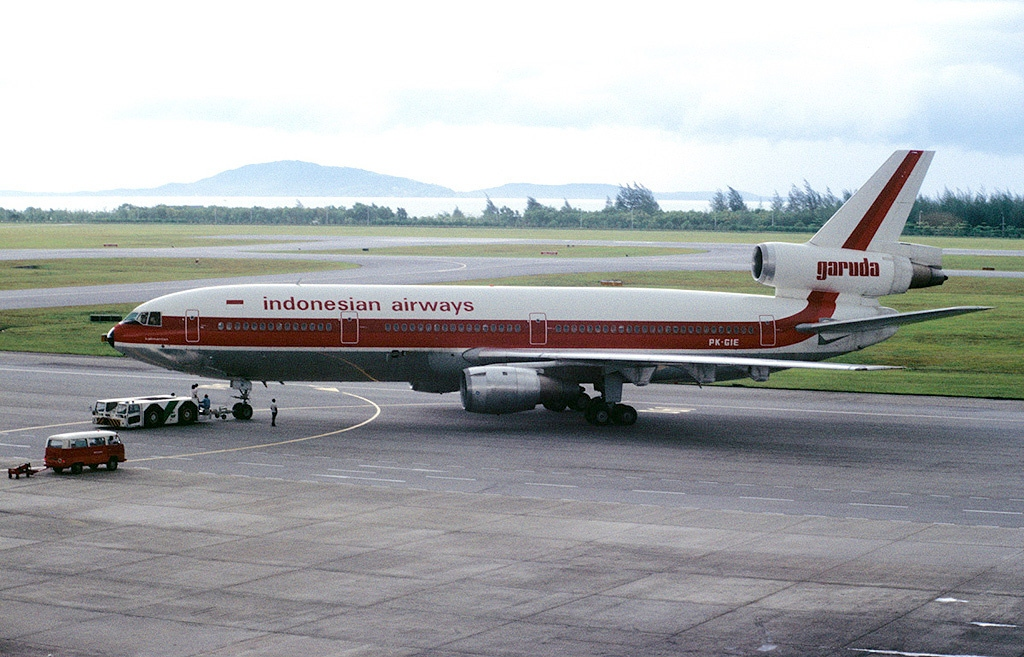
1985년에 찍힌 사고기

가루다 인도네시아 항공 865편 이륙 사고(인도네시아어: Penerbangan Garuda Indonesia Airlines 865, 영어: Garuda Indonesia Airlines Fight 865)는 1996년 6월 13일 후쿠오카 공항에서 이륙에 실패하면서 공항밖 논으로 쳐박혀 불타는 바람에 승객 3명이 사망했다. 경찰에 따르면 승객 260명과 승무원 14명이 타고 있는 이 항공기가 불타기 시작하면서 많은 승객들이 긴급 대피했으며 부상자 21명이 병원으로 옮겨졌다. 경찰은 또한 기내에서 3명의 시신이 발견됐다고 밝혔다. 기체는 중앙으로부터 뒤쪽으로 불타기 시작했으며 활주로가 끝난 부분에 쳐박혔다. 이날 후쿠오카 공항을 일시 폐쇄했다. 사고 후 맥도널 더글러스 DC-10기는 보잉 747-400으로 운항하기로 했다.